# Urocjon
Urocjon (Urocyon) – rodzaj ssaków z rodziny psowatych (Canidae).

## Rozmieszczenie geograficzne
Rodzaj obejmuje gatunki występujące w Ameryce Północnej i północnej Ameryce Południowej.

## Morfologia
Długość ciała samic 45,6–63,4 cm, samców 47–66 cm, długość ogona samic 11,5–40,7 cm, samców 14,5–44,3 cm; masa ciała samic 1,3–3,6 kg, samców 1,4–5,5 kg.

## Systematyka
Rodzaj zdefiniował w 1857 roku amerykański zoolog Spencer Fullerton Baird w rozdziale dotyczącym ssaków opublikowanym w raporcie z poszukiwań i badań mających na celu ustalenie najbardziej praktycznej i ekonomicznej trasy linii kolejowej od rzeki Mississippi do Oceanu Spokojnego zleconym przez Departament Wojny Stanów Zjednoczonych. Baird wymienił dwa gatunki – Canis virginianus von Schreber, 1776 (= Canis cinereo argenteus von Schreber, 1775) i Vulpes (Urocyon) littoralis S.F. Baird, 1857 – z których gatunkiem typowym jest Canis virginianus von Schreber, 1776 (= Canis cinereo argenteus von Schreber, 1775).

### Etymologia
Urocyon: gr. ουρα oura ‘ogon’; κυων kuōn, κυνος kunos ‘pies’.

### Podział systematyczny
Do rodzaju należą następujące współcześnie występujące gatunki:
| Grafika | Gatunek                  | Autor i rok opisu    | Nazwa zwyczajowa    | Podgatunki     | Rozmieszczenie geograficzne | Podstawowe wymiary                       | Status IUCN |
| ------- | ------------------------ | -------------------- | ------------------- | -------------- | --- | ---------------------------------------- | ----------- |
|         | Urocyon cinereoargenteus | (von Schreber, 1775) | urocjon wirginijski | 16 podgatunków | południowo-środkowa i południowo-wschodnia Kanada, Stany Zjednoczone (z wyjątkiem północnych Gór Skalistych) i Meksyk, na południe przez Amerykę Środkową do północnej Wenezueli i Kolumbii | DC: 54–66 cm DO: 28–44 cm MC: 2–5,5 kg   | LC          |
|         | Urocyon littoralis       | (S.F. Baird, 1858)   | urocjon wyspowy     | 6 podgatunków  | Channel Islands (San Miguel Island, Santa Rosa Island, Santa Cruz Island, Santa Catalina Island, San Clemente Island i San Nicolas Island)                                                  | DC: 46–63 cm DO: 11–31 cm MC: 1,3–2,5 kg | NT          |

Kategorie IUCN:  LC  – gatunek najmniejszej troski,  NT  – gatunek bliski zagrożenia.
oraz nieopisany i niesklasyfikowany takson:
- Urocyon sp. nov. – lis z wyspy Cozumel

Opisano również gatunki wymarłe:
- Urocyon citrinus Tedford, Wang Xiaoming & B.E. Taylor, 2009[11] (Ameryka Północna; plejstocen).
- Urocyon galushai Tedford, Wang Xiaoming & B.E. Taylor, 2009[12] (Ameryka Północna; kenozoik).
- Urocyon progressus Stevens, 1965[13] (Ameryka Północna; kenozoik).
- Urocyon webbi Tedford, Wang Xiaoming & B.E. Taylor, 2009[14] (Ameryka Północna; miocen–pliocen).